# Lịch sử Kazakhstan
Kazakhstan là một quốc gia rộng lớn ở Trung Á, có diện tích đứng hàng thứ chín trên thế giới. Vào thời kỳ cổ - trung đại, dân tộc Kazakhstan đã được hình thành từ nhiều bộ lạc nhỏ sống trên những thảo nguyên bao la rộng lớn. Thế kỉ 16 có thể coi là thời kỳ phát triển huy hoàng của đất nước Kazakh Khanate. Nhưng sau đó, Kazakhstan lại bị phân thành nhiều cộng đồng nhỏ cho tới khi bị thống trị bởi Đế chế Nga. Sau khi Đế chế Nga sụp đổ, Kazakhstan trở thành một nước xã hội chủ nghĩa nằm trong Liên bang Xô Viết. Liên Xô sụp đổ năm 1991 đã tạo điều kiện cho nước Cộng hòa Kazakhstan ra đời. Hiện nay, Kazakhstan là quốc gia Trung Á duy nhất có tình hình an ninh chính trị ổn định, nền kinh tế phát triển.

## Lịch sử Kazakhstan cổ trung đại
Kazakhstan bắt đầu có người ở từ thời kỳ Đồ Đá, dân cư chủ yếu là những người nông dân du cư do diều kiện khí hậu và đất đai thích hợp. Các nhà sử học tin rằng những chủ nhân đầu tiên của vùng thảo nguyên rộng lớn Kazakhstan là những người thuần ngựa. Cùng với sự xâm lấn của người Mông Cổ vào đầu thế kỉ 13, những quận hành chính đầu tiên của Kazakhstan đã được thành lập dưới đế chế Mông Cổ, thậm chí sau này đã trở thành những lãnh thổ đầu tiên của người Kazakh Khanate. Những thành thị thời trung cổ đầu tiên của Kazakhstan là Aulie-Ata và Turkestan được thành lập ở phía bắc Con đường tơ lụa nổi tiếng.
Lối sống truyền thống du cư trên những thảo nguyên và bán hoang mạc đã tạo nên những cuộc tìm kiếm liên tục những miền đất mới có đồng cỏ cho đàn gia súc, yếu tố quan trọng nhất của nền kinh tế chủ yếu dựa vào chăn nuôi. Dân tộc Kazakh tạo thành từ nhiều bộ tộc sống trong khu vực vào thế kỉ 15. Vào giữa thế kỉ 16, người Kazakh bắt đầu phát triển ngôn ngữ, văn hóa và nền kinh tế đặc trưng riêng của họ. Đầu thế kỉ 17, người Kazakh Khanate bị tách thành ba cộng đồng (horde) Lớn, Vừa và Nhỏ, liên minh với nhau dựa trên quan hệ huyết thống giữa các cộng đồng. Sự bất hòa về chính trị giữa các cộng đồng khiến gây ra nhiều cuộc chiến tranh cũng như sự thiếu gắn kết về kinh tế đã làm suy yếu các quốc gia người Kazakh Khanate. Đầu thế kỉ 18 đánh dấu thời kỳ suy tàn của người Kazakh Khanate. Những xung đột giữa các tiểu vương Kazakh và vua Ba Tư thường xuyên nổ ra trong nhiều thế kỉ.

## Lịch sử Kazakhstan cận đại
Vào thế kỉ 19, Đế chế Nga bắt đầu mở rộng lãnh thổ xuống vùng Trung Á, trong đó có Kazakhstan. Giai đoạn "Trò chơi lớn" (tiếng Anh: The great game) nhằm xâu xé khu vực Trung Á giữa Đế chế Nga và Đế quốc Anh được bắt đầu từ năm 1813 và chỉ kết thúc đến khi Hiệp ước Anh-Nga năm 1907 được ký kết.